# Acacia beadleana
Acacia beadleana é uma espécie de leguminosa do gênero Acacia, pertencente à família Fabaceae.